# 2026-os labdarúgó-világbajnokság-selejtező (CAF – D csoport)
A 2026-os labdarúgó-világbajnokság afrikai selejtezőjének D csoportjának mérkőzéseit 2023 novembere és 2025 októbere között játsszák.
A csoportban Kamerun, a Zöld-foki Köztársaság, Angola, Líbia, Szváziföld és Mauritius szerepel. A csoport győztese kijut a világbajnokságra. A csoport második helyezettjének lehetősége van a rájátszásba kerülni és játszani az interkontinentális pótselejtezőért, ha a legjobb négy második helyezett között végez.

## Tabella
| Hely. | Csapat                | M | Gy | D | V | G+ | G– | Gk | P  | Továbbjutás                                |     | Zöld-foki Köztársaság | Kamerun | Líbia | Angola | Mauritius | Szváziföld |
| ----- | --------------------- | - | -- | - | - | -- | -- | -- | -- | ------------------------------------------ | --- | --------------------- | ------- | ----- | ------ | --------- | ---------- |
| 1.    | Zöld-foki Köztársaság | 6 | 4  | 1 | 1 | 7  | 5  | +2 | 13 | Kijut a 2026-os labdarúgó-világbajnokságra |     | —                     | –       | 1–0   | 0–0    | –         | –          |
| 2.    | Kamerun               | 6 | 3  | 3 | 0 | 12 | 4  | +8 | 12 | A rájátszás lehetséges résztvevője         |     | 4–1                   | —       | –     | –      | 3–0       | –          |
| 3.    | Líbia                 | 6 | 2  | 2 | 2 | 6  | 7  | −1 | 8  |                                            |     | –                     | 1–1     | —     | –      | 2–1       | –          |
| 4.    | Angola                | 6 | 1  | 4 | 1 | 4  | 4  | 0  | 7  |                                            | –   | 1–1                   | –       | —     | –      | 1–0       |            |
| 5.    | Mauritius             | 6 | 1  | 2 | 3 | 6  | 10 | −4 | 5  |                                            | –   | –                     | –       | 0–0   | —      | 2–1       |            |
| 6.    | Szváziföld            | 6 | 0  | 2 | 4 | 4  | 9  | −5 | 2  |                                            | 0–2 | –                     | 0–1     | –     | –      | —         |            |

## Mérkőzések
| 2023. november 16. 18:00 (UTC–1) |

| Zöld-foki Köztársaság | 0–0         | Angola |
| --------------------- | ----------- | ------ |
|                       | Jegyzőkönyv |        |

| Estádio Nacional de Cabo Verde, Praia Játékvezető: Youcef Gamouh (algériai) |

| 2023. november 17. 15:00 (UTC+2) |

| Szváziföld | 0–1               | Líbia      |
| ---------- | ----------------- | ---------- |
|            | (0–0) Jegyzőkönyv | Ekrawa 53' |

| Mbombela Stadion, Mbombela (Dél-afrikai Köztársaság) Játékvezető: Omar Abdulkadir Artan (szomáliai) |

| 2023. november 17. 20:00 (UTC+1) |

| Kamerun                               | 3–0               | Mauritius |
| ------------------------------------- | ----------------- | --------- |
| Mbeumo 45+2' N’Koudou 87' Magri 90+2' | (1–0) Jegyzőkönyv |           |

| Japoma Stadium, Douala Játékvezető: Ahmed Arajiga (tanzániai) |

| 2023. november 21. 15:00 (UTC+2) |

| Szváziföld | 0–2               | Zöld-foki Köztársaság   |
| ---------- | ----------------- | ----------------------- |
|            | (0–2) Jegyzőkönyv | Mendes 17' Monteiro 38' |

| Mbombela Stadium, Mbombela (Dél-afrikai Köztársaság) Játékvezető: Sabri Mohamed Fadul (szudáni) |

| 2023. november 21. 18:00 (UTC+2) |

| Líbia       | 1–1               | Kamerun               |
| ----------- | ----------------- | --------------------- |
| Aleiyan 43' | (1–1) Jegyzőkönyv | Ntcham 34' (11-esből) |

| Martyrs of February Stadion, Bengázi Játékvezető: Adissa Abdul Raphiou Ligali (benini) |

| 2023. november 21. 20:00 (UTC+4) |

| Mauritius | 0–0         | Angola |
| --------- | ----------- | ------ |
|           | Jegyzőkönyv |        |

| Côte d'Or National Sports Complex, Saint Pierre Nézőszám: 3700 Játékvezető: Godfrey Nkhakananga (malawi) |

| 2024. június 6. 18:00 (UTC+2) |

| Líbia                               | 2–1               | Mauritius |
| ----------------------------------- | ----------------- | --------- |
| Al Badri 20' (11-esből) Krawa'a 40' | (2–1) Jegyzőkönyv | Bru 34'   |

| Martyrs of February Stadium, Bengázi Játékvezető: Brighton Chimene (zimbabwei) |

| 2024. június 7. 20:00 (UTC+1) |

| Angola      | 1–0               | Szváziföld |
| ----------- | ----------------- | ---------- |
| Mabululu 2' | (1–0) Jegyzőkönyv |            |

| Estádio 11 de Novembro, Luanda Nézőszám: 30 000 Játékvezető: Hillary Hambaba (zambiai) |

| 2024. június 8. 17:00 (UTC+1) |

| Kamerun                                                  | 4–1               | Zöld-foki Köztársaság |
| -------------------------------------------------------- | ----------------- | --------------------- |
| Ngadeu-Ngadjui 13' Aboubakar 25' 44' (11-esből) Tolo 54' | (3–1) Jegyzőkönyv | Monteiro 37'          |

| Ahmadou Ahidjo Stadion, Yaoundé Játékvezető: Mustapha Ghorbal (algériai) |

| 2024. június 11. 17:00 (UTC+4) |

| Mauritius            | 2–1               | Szváziföld   |
| -------------------- | ----------------- | ------------ |
| Gaspard 19' Rose 45' | (2–0) Jegyzőkönyv | Magagula 66' |

| Côte d'Or National Sports Complex, Saint Pierre Nézőszám: 4000 Játékvezető: Mohamed Athoumani (Comore-szigeteki) |

| 2024. június 11. 15:00 (UTC–1) |

| Zöld-foki Köztársaság | 1–0               | Líbia |
| --------------------- | ----------------- | ----- |
| Diney 10'             | (1–0) Jegyzőkönyv |       |

| Estádio Nacional de Cabo Verde, Praia Játékvezető: Ibrahim Kalilou Traore (elefántcsontparti) |

| 2024. június 11. 20:00 (UTC+1) |

| Angola                     | 1–1               | Kamerun    |
| -------------------------- | ----------------- | ---------- |
| Ngadeu-Ngadjui 54' (öngól) | (0–1) Jegyzőkönyv | Mbeumo 11' |

| Estádio 11 de Novembro, Luanda Nézőszám: 40 000 Játékvezető: Mohamed Adel Elsaid (egyiptomi) |

| 2025. március 19. 18:00 (UTC+2) |

| Szváziföld | 0–0         | Kamerun |
| ---------- | ----------- | ------- |
|            | Jegyzőkönyv |         |

| Mbombela Stadion, Mbombela (Dél-afrikai Köztársaság) Nézőszám: 708 Játékvezető: Lucky Kasalirwe (ugandai) |

| 2025. március 20. 15:00 (UTC–1) |

| Zöld-foki Köztársaság | 1–0               | Mauritius |
| --------------------- | ----------------- | --------- |
| Semedo 84'            | (0–0) Jegyzőkönyv |           |

| Estádio Nacional de Cabo Verde, Praia Játékvezető: Yannick Malala Kabanga (Kongói DK-i) |

| 2025. március 20. 21:00 (UTC+2) |

| Líbia      | 1–1               | Angola      |
| ---------- | ----------------- | ----------- |
| Ellafi 74' | (0–0) Jegyzőkönyv | Fredy 90+3' |

| Benina Martyrs Stadion, Bengázi Játékvezető: Lamin Jammeh (gambiai) |

| 2025. március |

| Angola | – | Zöld-foki Köztársaság |
| ------ | - | --------------------- |
|        |   |                       |

|  |

| 2025. március |

| Kamerun | – | Líbia |
| ------- | - | ----- |
|         |   |       |

|  |

| 2025. március |

| Szváziföld | – | Mauritius |
| ---------- | - | --------- |
|            |   |           |

|  |

| 2025. szeptember |

| Angola | – | Líbia |
| ------ | - | ----- |
|        |   |       |

|  |

| 2025. szeptember |

| Mauritius | – | Zöld-foki Köztársaság |
| --------- | - | --------------------- |
|           |   |                       |

|  |

| 2025. szeptember |

| Kamerun | – | Szváziföld |
| ------- | - | ---------- |
|         |   |            |

|  |

| 2025. szeptember |

| Zöld-foki Köztársaság | – | Kamerun |
| --------------------- | - | ------- |
|                       |   |         |

|  |

| 2025. szeptember |

| Angola | – | Mauritius |
| ------ | - | --------- |
|        |   |           |

|  |

| 2025. szeptember |

| Líbia | – | Szváziföld |
| ----- | - | ---------- |
|       |   |            |

|  |

| 2025. október |

| Mauritius | – | Kamerun |
| --------- | - | ------- |
|           |   |         |

|  |

| 2025. október |

| Líbia | – | Zöld-foki Köztársaság |
| ----- | - | --------------------- |
|       |   |                       |

|  |

| 2025. október |

| Szváziföld | – | Angola |
| ---------- | - | ------ |
|            |   |        |

|  |

| 2025. október |

| Zöld-foki Köztársaság | – | Szváziföld |
| --------------------- | - | ---------- |
|                       |   |            |

|  |

| 2025. október |

| Mauritius | – | Líbia |
| --------- | - | ----- |
|           |   |       |

|  |

| 2025. október |

| Kamerun | – | Angola |
| ------- | - | ------ |
|         |   |        |

|  |